# Specie di Euctenizidae
Di seguito sono elencate le 66 specie della famiglia di ragni Euctenizidae note a giugno 2013.

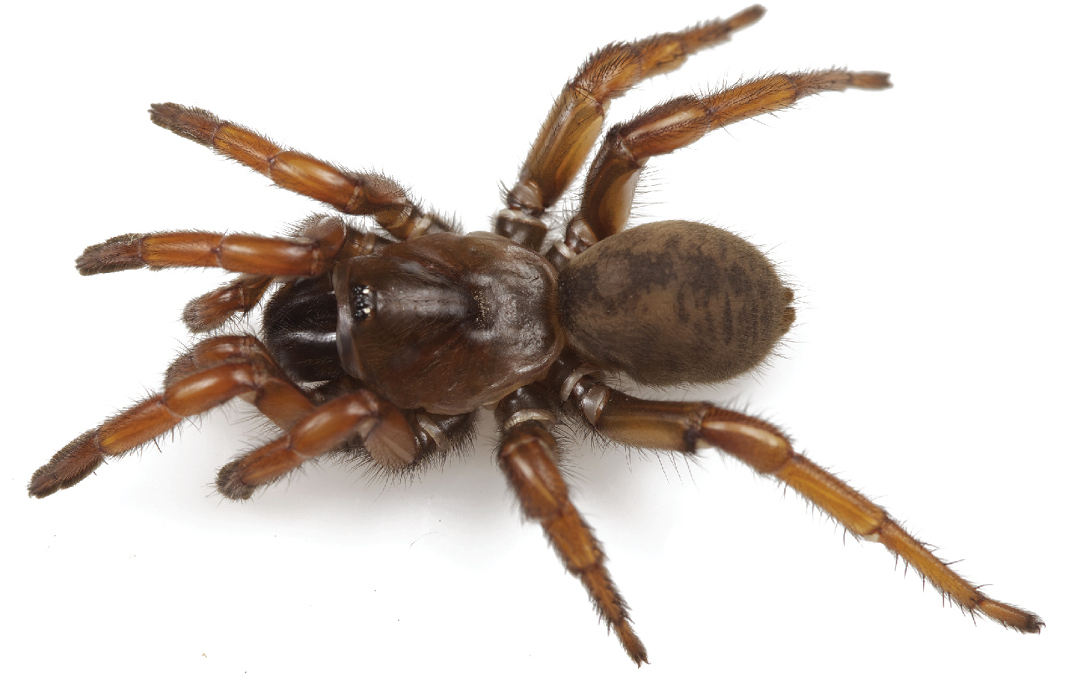
Aptostichus angelinajoliae, femmina

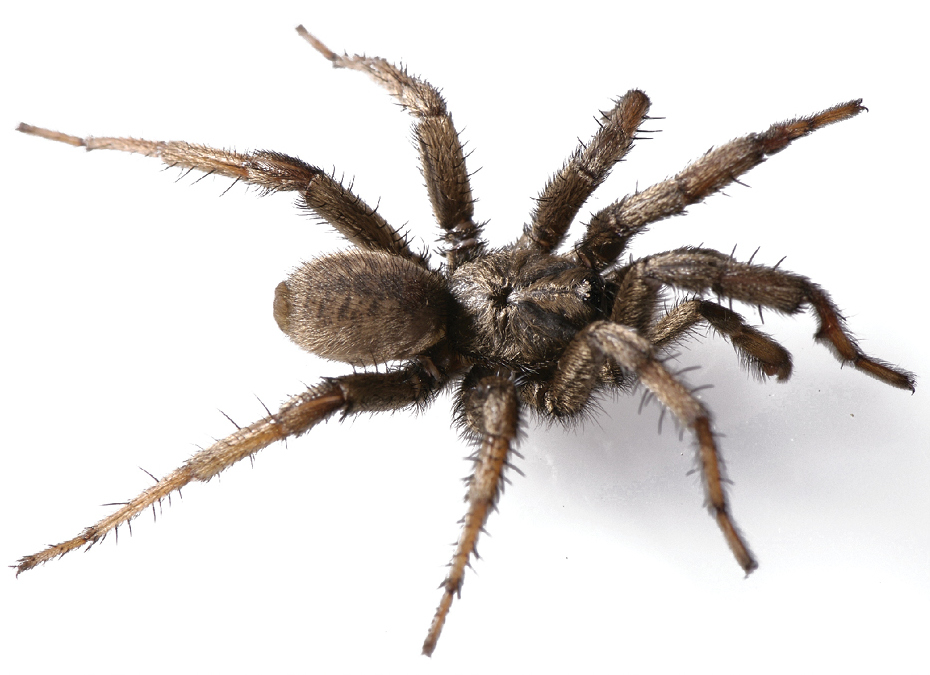
Aptostichus angelinajoliae, maschio

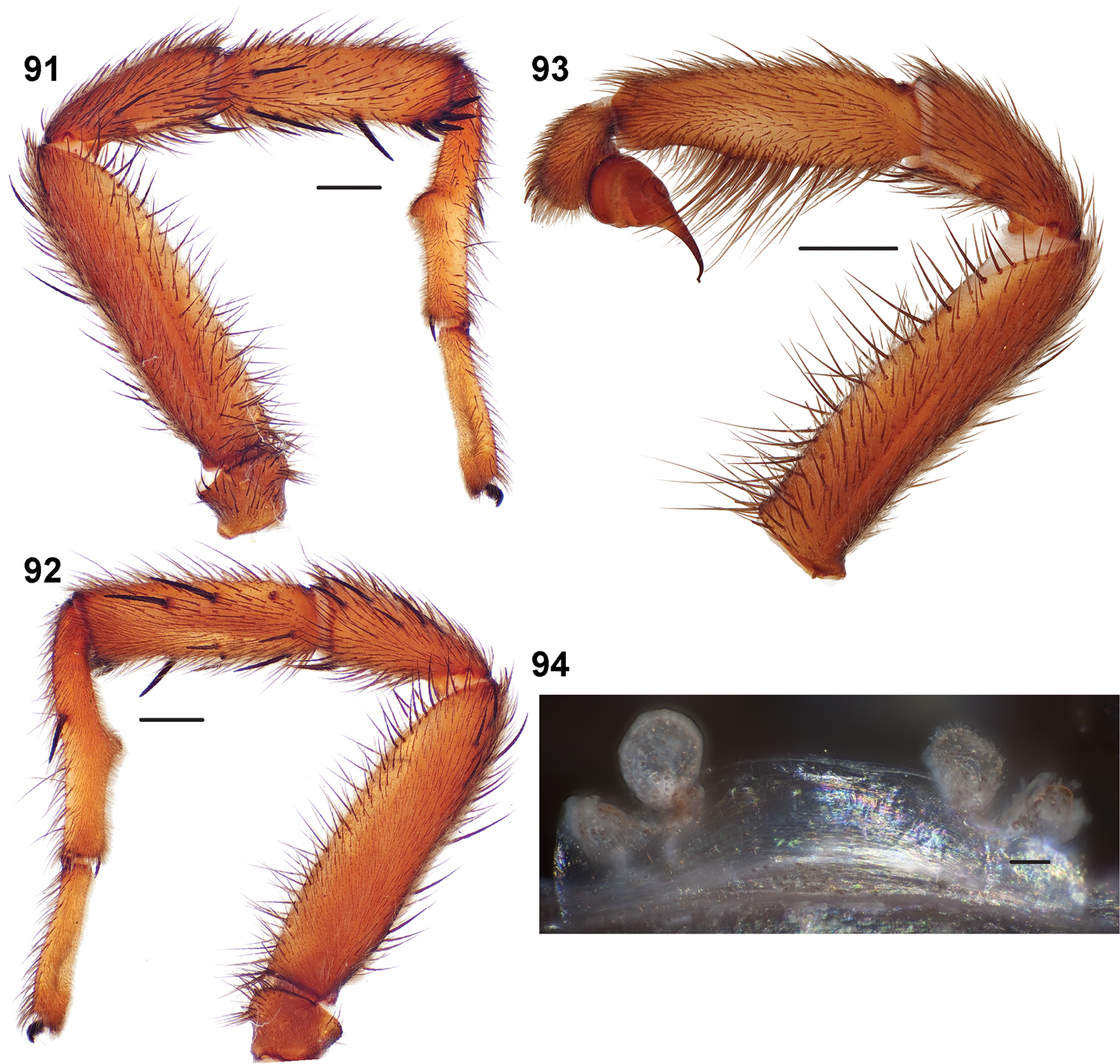
Aptostichus angelinajoliae, dettagli anatomici della zampe

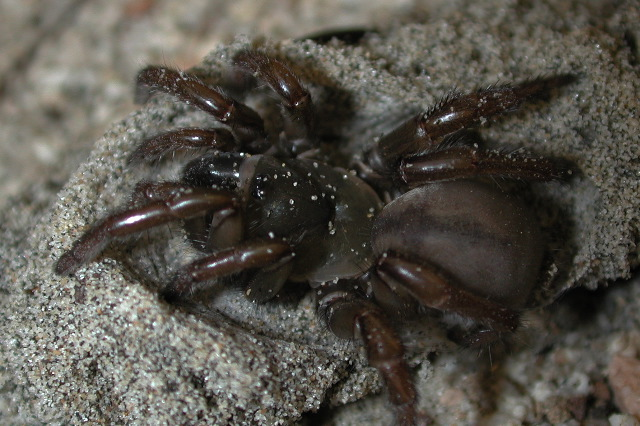
Aptostichus sp.

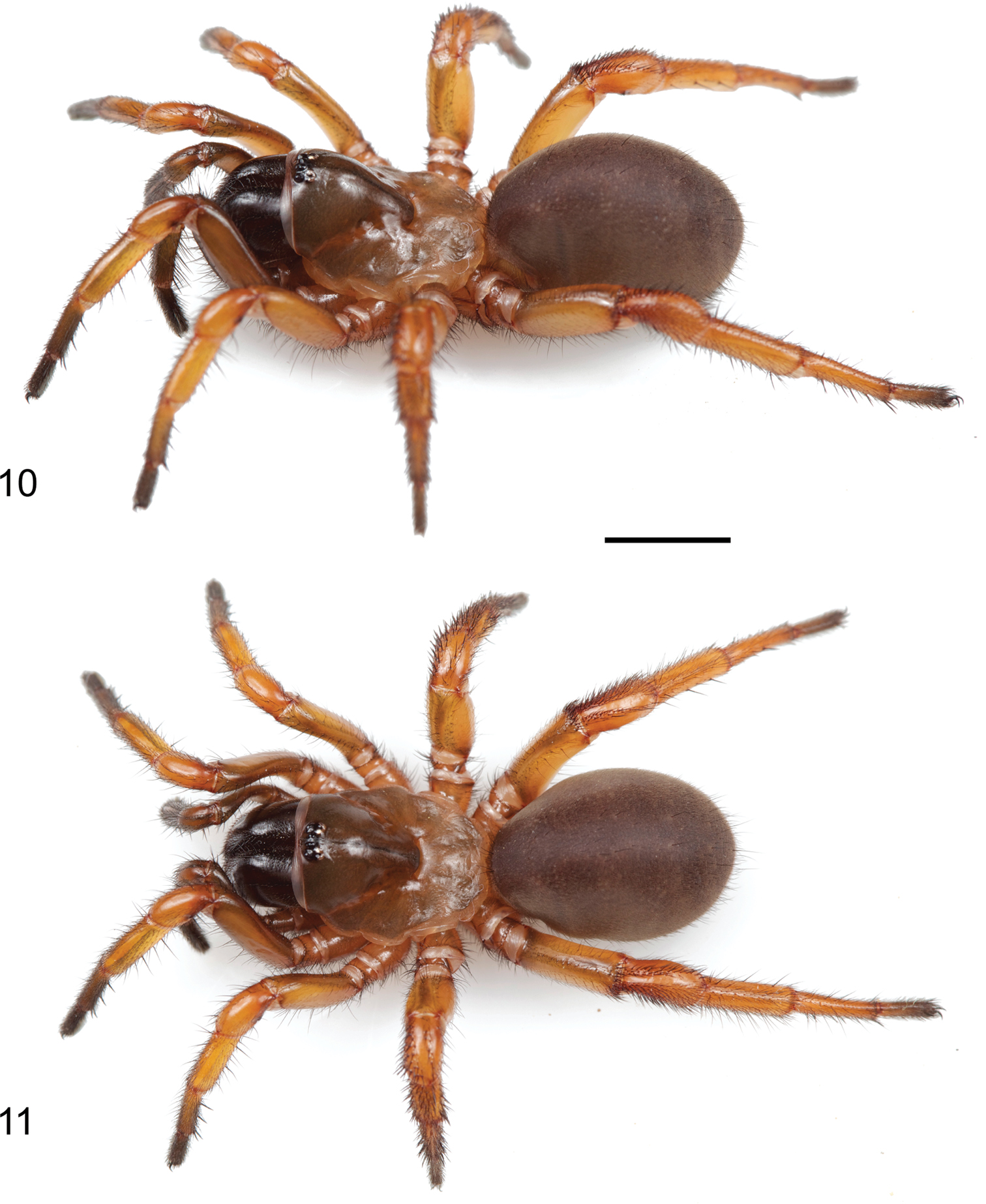
Myrmekiaphila tigris, femmina

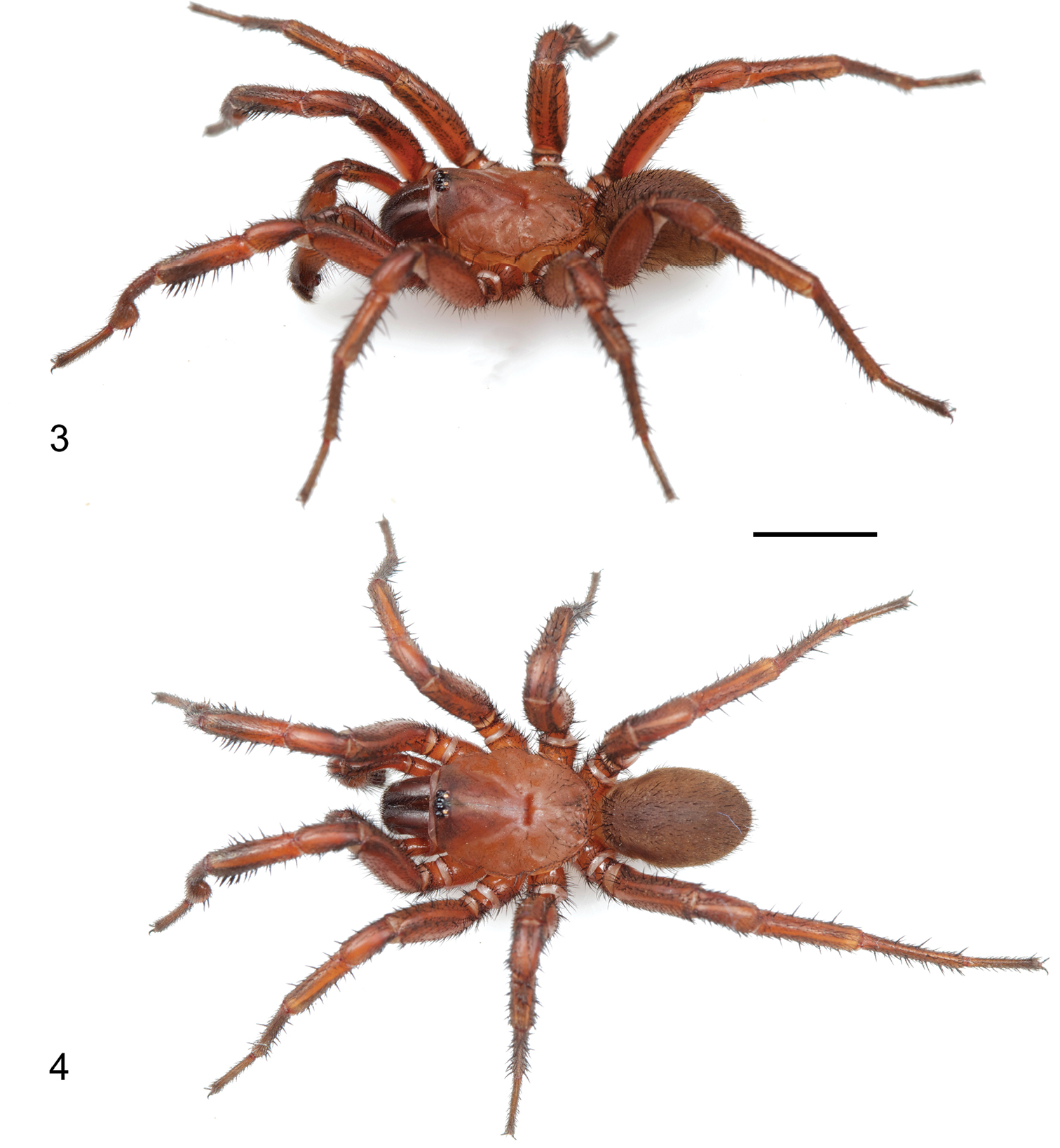
Myrmekiaphila tigris, maschio

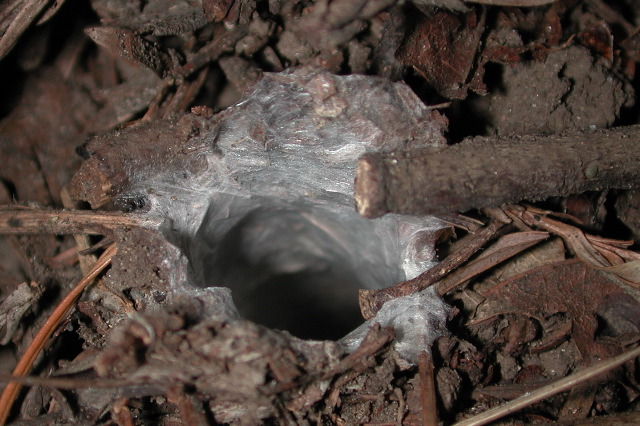
Promyrmekiaphila- porta-trappola aperta

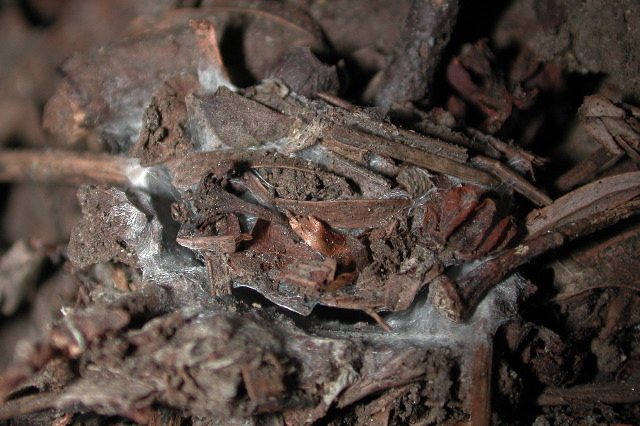
Promyrmekiaphila- porta-trappola chiusa

## Apomastus
Apomastus Bond & Opell, 2002
- Apomastus kristenae Bond, 2004 — USA
- Apomastus schlingeri Bond & Opell, 2002 — USA

## Aptostichus
Aptostichus Simon, 1891
- Aptostichus aguacaliente Bond, 2012 — USA
- Aptostichus angelinajoliae Bond, 2008 — USA
- Aptostichus anzaborrego Bond, 2012 — USA
- Aptostichus asmodaeus Bond, 2012 — USA
- Aptostichus atomarius Simon, 1891 — USA
- Aptostichus barackobamai Bond, 2012 — USA
- Aptostichus bonoi Bond, 2012 — USA
- Aptostichus cabrillo Bond, 2012 — USA, Messico
- Aptostichus cahuilla Bond, 2012 — USA
- Aptostichus cajalco Bond, 2012 — USA
- Aptostichus chavezi Bond, 2012 — USA
- Aptostichus chemehuevi Bond, 2012 — USA
- Aptostichus chiricahua Bond, 2012 — USA
- Aptostichus dantrippi Bond, 2012 — USA
- Aptostichus derhamgiulianii Bond, 2012 — USA
- Aptostichus dorothealangeae Bond, 2012 — USA
- Aptostichus edwardabbeyi Bond, 2012 — USA
- Aptostichus elisabathae Bond, 2012 — USA
- Aptostichus fisheri Bond, 2012 — USA
- Aptostichus fornax Bond, 2012 — USA
- Aptostichus hedinorum Bond, 2012 — USA
- Aptostichus hesperus (Chamberlin, 1919) — USA
- Aptostichus huntington Bond, 2012 — USA
- Aptostichus icenoglei Bond, 2012 — USA, Messico
- Aptostichus isabella Bond, 2012 — USA
- Aptostichus killerdana Bond, 2012 — USA
- Aptostichus lucerne Bond, 2012 — USA
- Aptostichus mikeradtkei Bond, 2012 — USA
- Aptostichus miwok Bond, 2008 — USA
- Aptostichus muiri Bond, 2012 — USA
- Aptostichus nateevansi Bond, 2012 — USA
- Aptostichus pennjillettei Bond, 2012 — USA
- Aptostichus sarlacc Bond, 2012 — USA
- Aptostichus satleri Bond, 2012 — USA
- Aptostichus serrano Bond, 2012 — USA
- Aptostichus sierra Bond, 2012 — USA
- Aptostichus simus Chamberlin, 1917 — USA
- Aptostichus sinnombre Bond, 2012 — USA
- Aptostichus stanfordianus Smith, 1908 — USA
- Aptostichus stephencolberti Bond, 2008 — USA

## Entychides
Entychides Simon, 1888
- Entychides arizonicus Gertsch & Wallace, 1936 — USA
- Entychides aurantiacus Simon, 1888 — Messico
- Entychides dugesi Simon, 1888 — Messico
- Entychides guadalupensis Simon, 1888 — Guadalupa

## Eucteniza
Eucteniza Ausserer, 1875
- Eucteniza atoyacensis Bond & Opell, 2002 — Messico
- Eucteniza mexicana Ausserer, 1875 — Messico
- Eucteniza relata (O. P.-Cambridge, 1895) — Messico
- Eucteniza rex (Chamberlin, 1940) — USA
- Eucteniza stolida (Gertsch & Mulaik, 1940) — USA

## Myrmekiaphila
Myrmekiaphila Atkinson, 1886
- Myrmekiaphila comstocki Bishop & Crosby, 1926 — USA
- Myrmekiaphila coreyi Bond & Platnick, 2007 — USA
- Myrmekiaphila flavipes (Petrunkevitch, 1925) — USA
- Myrmekiaphila fluviatilis (Hentz, 1850) — USA
- Myrmekiaphila foliata Atkinson, 1886 — USA
- Myrmekiaphila howelli Bond & Platnick, 2007 — USA
- Myrmekiaphila jenkensi Bond & Platnick, 2007 — USA
- Myrmekiaphila millerae Bond & Platnick, 2007 — USA
- Myrmekiaphila minuta Bond & Platnick, 2007 — USA
- Myrmekiaphila neilyoungi Bond & Platnick, 2007 — USA
- Myrmekiaphila tigris Bond & Ray, 2012 — USA
- Myrmekiaphila torreya Gertsch & Wallace, 1936 — USA

## Neoapachella
Neoapachella Bond & Opell, 2002
- Neoapachella rothi Bond & Opell, 2002 — USA

## Promyrmekiaphila
Promyrmekiaphila Schenkel, 1950
- Promyrmekiaphila clathrata (Simon, 1891) — USA
- Promyrmekiaphila winnemen Stockman & Bond, 2008 — USA